# Моралес, Франсиско Томас
Франсиско Томас Моралес и Алонсо (исп. Francisco Tomás Morales y Alonso; 20 декабря 1781, Каррисаль-де-Агуимес — 5 октября 1845, Лас-Пальмас) — испанский военный, активный участник колониальной войны в Венесуэле. Сподвижник Хосе Томаса Бовеса, Пабло Морильо, Мигеля де ла Торре. Последний генерал-капитан Венесуэлы.

## Происхождение и эмиграция
Родился на Канарских островах в сельской семье скромного достатка. По дате его рождения существуют разночтения: обычно говорится о 1781, иногда о 1783, день называется 20 декабря либо 27 декабря. В 1804 году перебрался в Венесуэлу. Открыл продовольственную лавку, занимался торговлей. В 1809 году женился на Хосефе Марии Бермудес — сестре Хосе Франсиско Бермудеса, будущего республиканского генерала и соратника Симона Боливара.
Франсиско Томас Моралес придерживался роялистских взглядов, был сторонником испанского колониального правления в Венесуэле. В 1806 году поступил на военную службу, участвовал в обороне побережья от английского десанта.

## В колониальной войне

### Сподвижник Бовеса
В 1813 году, во время венесуэльской войны за независимость, Моралес присоединился к «Королевской армии Барловенто» — роялистскому конному ополчению льянеро под командованием Хосе Томаса Бовеса. Являлся ближайшим сподвижником Бовеса, участвовал во всех битвах его армии. Сыграл видную роль в разгроме Второй республики.
После гибели Бовеса в бою при Урике 5 декабря 1814 года Франсиско Моралес стал командующим «Королевской армии Барловенто». Подобно Бовесу, Моралес отличался крайней жестокостью.

После смерти Бовеса он собрал командиров льянеро и спросил, кого они предлагают избрать начальником. Семь человек высказались за испанского маршала Кахигаля. Это не понравилось бывшему торговцу рыбой, претендовавшему на этот пост. Он приказал схватить сторонников Кахигаля и расстрелять их.

Иосиф Лаврецкий

На некоторое время Франсиско Моралес приобрёл фактически безраздельную власть над Венесуэлой. Однако, а отличие от Бовеса, Моралес не имел собственных политических планов и подчинился командированному из Испании генералу Пабло Морильо.

### Испанский офицер
В 1816 году Франсиско Моралес участвовал в экспедиции Морильо в Новую Гранаду, командовал одной из колониальных армий. Затем возвратился в Венесуэлу.
27 сентября 1816 Моралес командовал роялистскими войсками в битве при Эль-Хункале (близ Барселоны), но потерпел поражение от республиканцев Мануэля Пиара. 16 марта 1818 года участвовал в Третьей битве при Ла-Пуэрте (первые две состоялись в 1814 при участии Бовеса), где под командованием Морильо нанёс поражение республиканским войскам Симона Боливара. В начале 1819 участвовал в наступлении Морильо в Апуре, но роялисты были разбиты республиканцами под командованием Симона Боливара и Хосе Антонио Паэса.
Решающая битва при Карабобо состоялась 24 июня 1821 года. Республиканцы одержали решительную победу. Интересно, что в столкновении участвовали свояки: Франсиско Моралес со стороны роялистов и Франсиско Бермудес со стороны республиканцев.

### Последний генерал-капитан
С 1821 Франсиско Томас Моралес имел генеральское звание в испанской армии. В 1822 году Моралес сменил Мигеля де ла Торре в должности генерал-капитана Венесуэлы. Участвовал в боях с республиканцами в ходе «Западной кампании» 1822—1823.
После поражения роялистов на озере Маракайбо 24 июля 1823 Моралес вынужден был вступить в переговоры. 3 августа 1823 он согласился на капитуляцию и отбыл из Венесуэлы на Кубу. После Моралеса генерал-капитан в Венесуэле уже не назначался.

## Возвращение в Испанию
С Кубы Франсиско Моралес перебрался в Испанию. Был назначен командующим гарнизоном на Канарских островах. В 1827 передал командование своему зятю Руперто Дельгадо Гонсалесу (тоже участнику колониальной войны в Южной Америке). До 1834 возглавлял Королевскую аудиенсию в Лас-Пальмасе.
В 1834—1837 Франсиско Моралес прожил в материковой Испании, затем снова вернулся на Канары. Скончался в возрасте 63 лет.
Некоторые исследователи видят в биографии Франсиско Томаса Моралес пример подъёма представителя низшего класса в дворянско-чиновные верхи.